# Arikara byer
Arikara indianernes byer af jordhytter lå ved Missouri River igennem mere end to århundreder, startende engang i 1600-tallet eller måske tidligere.:194  En stor ceremonihytte omgivet af en åben plads markerede gerne byens centrum. Kvinderne dyrkede deres haver med majs, bønner og andre afgrøder på egnede steder i den nærliggende floddal.:490  Forrådsgruber med tørret majs og anden overskudshøst lå gemt både inde i jordhytterne og udenfor.:64  Indbyggerne kom af med deres affald på byens køkkenmøddinger.:210  De selvstyrende byer gennemførte kortere eller længere jagt-ekspeditioner efter bisoner på prærien, hvorunder familierne gjorde brug af tipier.:61 
Et tidligt kendetegn ved arikaraerne var deres hyppige flytninger fra etablerede bebyggelser for at grundlægge nye byer andre steder, frivilligt eller ej. Først bosat i South Dakota søgte stammen generelt nordpå under pres fra andre indfødte nationer. Her samlede de sig i færre og færre byer, hvor flere og flere hidtil selvstændige bybefolkninger med hver deres ledere, politiske som religiøse, skulle prøve at finde sammen i et nyt fællesskab. :75 
Epidemier og tab på slagmarken reducerede stammen så betragteligt, at den sidst i 1862 beboede blot en enkelt bydel i den fælles arikara -, hidatsa - og mandan by Like-a-Fishhook Village i North Dakota.

## 1700-1750
Arikaraernes byer stod spredt på en stærkning af 300 kilometer på begge sider af Missouri River i det centrale South Dakota i starten af 1700-tallet.:343  Måske var der på et tidspunkt så mange som 45,:351  men flere var kun benyttet nogle få årtier.:194  Jordhytterne af forskellig størrelse, der afspejlede familiens status, lå generelt åbent og ubeskyttet med god plads mellem dem.:352  Hver by havde mindst én rummelig ceremonihytte.
Uden direkte at kende til de hvide havde indbyggerne i byerne længst sydpå adgang til europæisk fremstillede redskaber.:351  De drev handel med f.eks. kiowaerne,:16  og de lærte omahaerne:112  og poncaerne:332  i Nebraska at bygge jordhytter efter at have afsluttet en periode med stamme-konflikter.:75 
Byer (alle navngivet af arkæologer) som Crazy Bull og Peterson lå vest for Missouri River, mens Talking Crow, Iron Shooter, Two Teeth, Cadotte og Medicine Crow var østsidebyer. Indbyggerne i Medicine Crow beboede byen så længe, at familiernes jordhytter nåede at forfalde, så de måtte genopbygge dem to eller tre gange.:197 
Østside byen Larson faldt under et voldsomt angreb udført af en indfødt nation engang før midten af 1700-tallet, hvorunder dele af byen blev stukket i brand.:197  Grundlæggerne af en ny by ca. 10 kilometer længere oppe ad floden, Spiry-Eklo, var muligvis de overlevende fra massakren.:194 
Indbyggerne i storbyen Sully spredtes før 1725 for (muligvis) at gruppere sig i nye og mindre byer som Coleman og Oahe Village samt vestsidebyen Phillips Ranch i det centrale South Dakota. Phillips Ranch er sammen med den nærtliggende Buffalo Pasture kandidat til at være byen, som franskmanden La Verendryes to sønner besøgte under deres opdagelsesrejse i 1743.:197 

## 1750-1800
I denne periode opgav arikaraerne permanent deres sydligste byer ved Missouri River for at bygge nye og gerne befæstede byer af tætstillede jordhytter 100-200 km længere nordpå.
En kombination af dødbringende epidemier (som koppe-epidemien i 1780-81):199  og sammenstød med indianske fjender havde reduceret stammen, så den nu levede på et samlet byareal syv gange mindre end før. Byernes størrelse varierede fra ca. 30 til 80 jordhytter, der typisk var beskyttet af en dyb, udvendig forsvarsgrøft med en træpalisade bagved.:353  Fire forskellige grupper arikaraer fandt sammen og bragte storbyen Sully til live igen for en tid, men byen stod tom før 1795.:347 
Byer som Nordvold I, Red Horse Hawk og Four Bear lå vest for Missouri River og mindre end 100 km fra grænsen til North Dakota.:6  I 1795 prøvede nogle arikaraer forsøgsvis at etablere sig i Greenshield, som de grundlagde 150 km oppe ad Missouri River i North Dakota. Muligvis delte de byen med en gruppe mandaner; byen lå i traditionelt hidatsa territorium tæt på Knife River.:347  Efter tre år i Greenshield forlod arikaraerne byen (måske som følge af uoverensstemmelser med mandanerne):350  til fordel for Leavenworth lidt nord for Grand River i South Dakota.:199 
To sene 1700-tals byer var Black Widow Ridge og 39ST50, der begge lå på vestbredden af Missouri River små fem km nedenfor udløbet af Cheyenner River.:353  Lahoo-Catt med 17 jordhytter bag en palisade:259  var bygget på en ø i Missouri River nord for Cheyenne River, ganske som en aldrig genfunden by lå på Ashley Island endnu længere nordpå.:152 

## 1800-1825
Indbyggerne på Ashely Island opgav deres ø-eksistens før 1811. De rykkede ind i stammens to næsten sammenbyggede byer ved Missouri River knap 20 kilometer nord for Grand River. Arkæologer benævner byerne under ét som Leavenworth site.:28  Alle arikaraer levede nu samlet her. Den øverste by bestod af 69 jordhytter, mens byen lidt nedstrøms havde 70 hytter. Arikaraerne i de to byer talte med hver deres dialekt,:355  og hver by var sammensat af de overlevende fra ældre, men nu forladte byer.:345 
Leavenworth var målet for en amerikansk straffeekspedition i 1823, der bl.a. resulterede i høvding Grey Eyes død. Arikaraerne sneg sig væk en nat i forbindelse med en våbenhvile, og den næste morgen stak et par pelsjægere flere af byens rømmede jordhytter i brand.:19  Efter at have overvintret i en vinterby i det centrale North Dakota søgte arikaraerne tilbage og genopbyggede deres hjem i 1824.:91  De holdt stadig til i de to byer nord for Grand River i 1825, da de indgik en aftale med USA om fred og samhandel.:237-239 

## 1825-1850
Et opbrud fandt sted i 1832. Da begav de op mod 2500 arikaraer:57  sig ud på en folkevandring, der førte dem fra Leavenworth i South Dakota og mere end 500 kilometer ned til skidi pawnee indianernes byer ved Platte River og Loup River i Nebraska.
De nåede frem til den sprogligt og kulturelt nærtstående stamme omkring september 1833.:35  Her opholdt de sig til 1835,:178  da uoverensstemmelser fik arikaraerne til at søge vestpå, op ad Platte River og ind på prærien.
Skønt stammen lod til at have besluttet sig for at bosætte sig i Nebraska,:32  og også stiftede fred med cheyennerne ved handelsstationen Bent’s Fort i Colorado, så ankom en fortrop på 24 arikaraer til Fort Clark i North Dakota i september 1836.:33  Midt i november nåede 60 arikaraer fra en lejr ved enten Bad River i South Dakota (ofte kaldt Little Missouri River i 1800-tallet):105  eller den ”rigtige” Little Missouri River i North Dakota frem til fortet.:95  Mandanerne i Mitutanka tæt ved fejrede deres ankomst to dage i træk.:88  Endelig den 28. april 1837 slog en arikara lejr med 250 tipier og 3000 bisonskind at handle med sig ned ved Fort Clark og Mitutanka.:108 
Hvilke ruter arikaraerne brugte på folkevandringen tilbage til North Dakota fra Colorado, og hvor deres forskellige tipilejre lå, er ikke ganske klart. Arikaraen Soldiers version fortæller om lejre ved Black Hills,:80  og om en overvintring ved et sted kaldt Painted Butte nær Yellowstone River.:181 
I starten af maj 1837 havde alle arikaraerne fundet et sted at bo hos mandanerne, på nær 20 familier der af pladsmangel måtte etablere sig hos hidatsaerne længere nordpå.:110  Arikaraerne forblev i North Dakota fra da af.:33 
Efter næsten fem års fravær var arikaraerne vendt tilbage til Missouri River på det værst tænkelige tidspunkt, for sidst i juni ramte en koppe-epidemi indianerbyerne. Over midten af september var op mod 800 mandaner og arikaraer døde.:93 
Med mandanerne i Mitutanka næsten udryddet overtog resterne af arikara-stammen disses ubeboede jordhytter i løbet af 1837 og 1838 og tog også kontrol over byen under protester fra de tilbageblevne mandaner.:372  I januar 1839 opholdt arikaraerne sig i en vinterby, og en gruppe yankton siouxer udnyttede lejligheden til at stikke Mitutankas tomme jordhytter i brand.:373  Efter at have genopført byen, dog tilpasset stammens behov og traditioner med f.eks. en 280 m2 stor ceremonihytte,:453  faldt arikaraerne til ro her. De gjorde byen til deres hjem og permanente base de næste 22 år. Enkelte familier gik med tiden imod traditionen om at bo i runde jordhytter ved at bygge firkantede tømmerhuse.:374 

## 1850-1886
Fort Clark lukkede i 1860, og arikaraerne så sig nødsaget til at forlade deres by næste år. Afskåret fra en let adgang til en handelsstation og med deres hjem truet og angrebet af siouxer, ledte arikaraerne atter efter en plads til en ny by tidligt i 1862.
Omkring 40 kilometer oppe ad Missouri River og næsten overfor den fælles hidatsa - og mandan by Like-a-Fishhook Village på den anden side af floden startede de byggeriet af to byer. Den største var Star Village, mens en mindre by under ledelse af høvdingene Yellow Knife og Eagle On Hill lå lidt højere oppe ad floden.:374  Et handelsbesøg af siouxer i august i Star Village endte i en kamp, der faldt ud til de besøgendes fordel. Næste dag rømmede arikaraerne deres halvfærdige byer og søgte tilflugt i Like-a-Fishhook Village. Her blev stammen vel modtaget som en værdifuld allieret i kampene mod fælles indfødte fjender.:352  Handelsstationen Fort Berthold (II) lå klos op ad byen.:108 
De cirka 1000 arikaraer oprettede deres egen bydel i Like-a-Fishhook Village som en udvidelse af den eksisterende by.:25  Traditionen tro anlagde de en ceremonihytte omgivet af en åben plads,:375  og de indviede en begravelsesplads nord for byen adskilt fra de to andre stammers.:26 
I december 1862, efter at byens tre stammer havde søgt ly i hver deres vinterbyer,:352  angreb en gruppe siouxer de hvide i Fort Berthold (II). Inden angriberne til sidst blev slået tilbage med hjælp fra de tililende byindianere, nåede siouxerne at stikke i hvert fald dele af Like-a-Fishhook Village i brand.:119 
Dette var arikaraernes sidste by med jordhytter. De spredtes for at bo i træhytter og dyrke deres individuelt ejede jordlodder i Fort Berthold reservatet i løbet af 1885-1886.:135 

## 1900-tallet og frem
Arikaraerne valgte primært at bosætte sig i den østlige del af Fort Berthold reservatet.:135 
Med dannelsen af den kunstige sø Lake Sakakawea midt i 1950erne steg vandstanden i Missouri River og oversvømmede væsentlige dele af reservatet, herunder arealerne med Star Village og Like-a-Fishhook Village.:464  I South Dakota ligger flere gamle arikara byer på bunden af reservoiret Lake Oahe.
Med tiden opstod byen White Shield (navngivet efter en arikara høvding af samme navn), hvor et Indian Health Center blev oprettet i 1950erne.:246  Byens offentlige bygninger blev moderniseret omkring 1970, og flere arikaraer følte sig atter tiltrukket af livet i et bysamfund.:265 
White Shield er fortsat arikaraernes hovedby.:492  I 2012 opførte de en jordhytte her som en påmindelse om stammens historie og traditioner.:493 